# Octave Lebesgue

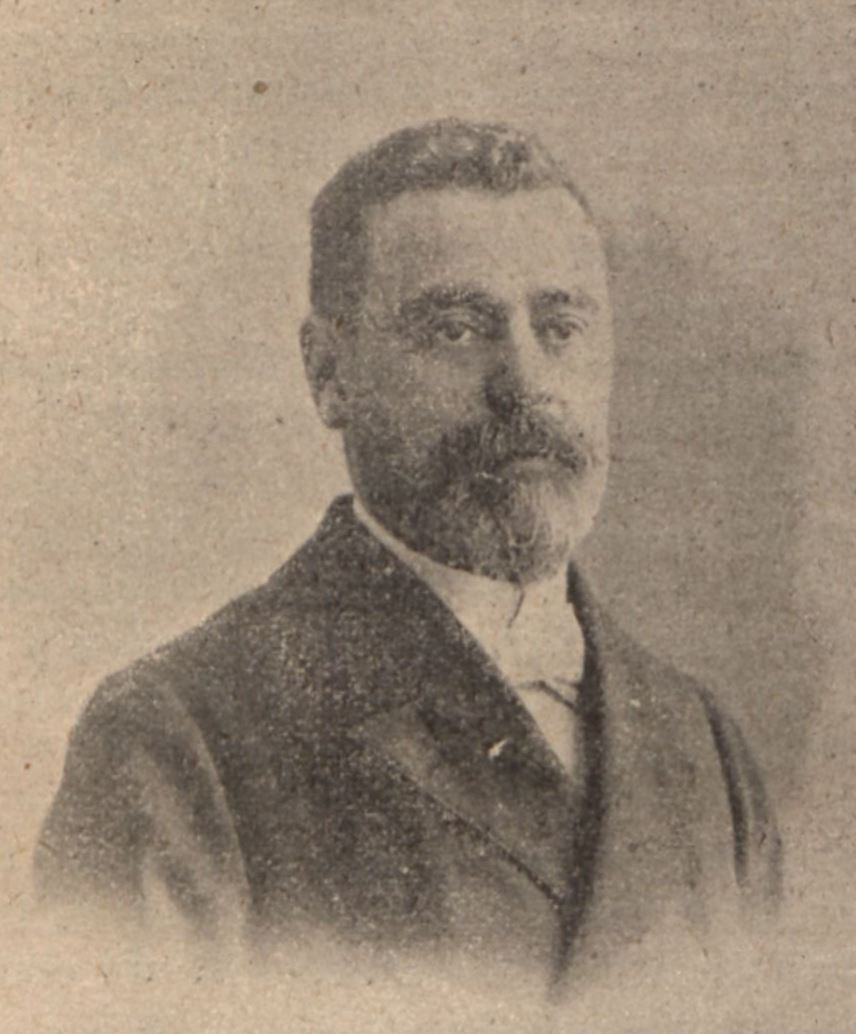
Octave Lebesgue, 1899

Octave Lebesgue (* 5. November 1857 in Paris; † April 1933), Pseudonym: Georges Montorgueil (u. a.), war ein französischer Journalist.
Lebesgue begann seine Karriere in Lyon. Anschließend arbeitete er in Paris, vor allem beim Écho de Paris. Er wurde Informationsleiter des Eclair und schließlich bis zu seinem Tod Chefredakteur des Le Temps.
Seit 1900 leitete er das L’Intermédiaire des chercheurs et curieux, eine 1864 gegründete Zeitschrift mit Fragen und Antworten über alle möglichen Themen und Kuriositäten.
Er verwendete die Pseudonyme Jean Valjan und Caribert; besonders bekannt ist das Pseudonym Georges Montorgueil, unter dem er zahlreiche Kinderbücher verfasst hat, darunter die von Job illustrierten.
Lebesgue hat auch einige lyrische Dramen verfasst.

## Werke (Auswahl)
- La Vie des Boulevards, Madeleine-Bastille, Paris 1896
- Le vieux Montmartre, Paris 1925
- La vie extraordinaire de Robert Macaire, Paris 1928
- Les eaux et les fontaines de Paris, Paris 1928
- Henri Murger. Romancier de la Bohême, Paris 1929

Kinderbücher:
- Henri IV. Roy de France et Navarre, Paris 1907

Illustriert von Job:
- France. Son Histoire, Paris 1895
- La Cantinière. France son histoire, Paris 1898
- Les Chants Nationaux de tous les Pays, Paris 1899
- Les Trois Couleurs. France son histoire, Paris 1900
- La Tour d’Auvergne. Premier grenadier de France, Paris 1902
- Murat, Paris 1903
- Louis XI, Paris 1905
- Jouons à l’Histoire. La France mise en scène avec les joujoux de deux petits, Paris 1908
- Bonaparte, Paris 1910
- Au Pays des Chansons, Paris 1912
- Napoléon, Paris 1921